# Рагнар Тоурхадльссон
Рагнар Тоурхадльссон (исл. Ragnar Þórhallsson; 6 марта 1987) — исландский музыкант. Он является ведущим вокалистом и гитаристом, вместе с Нанной Бриндис Хильмарсдоуттир, исландской инди-фолк-группы «Of Monsters and Men».

## Ранняя жизнь
Рагнар учился в «Fjölbrautaskólinn í Garðabæ», школе в Гардабайре. Рагнар получил свою первую гитару в 9 лет, но не начал играть на ней, пока ему не исполнилось 17 лет.

## Of Monsters and Men
Рагнар присоединился к группе в 2010 году. Затем группа вошла в ежегодный исландский музыкальный конкурс «Músíktilraunir» в 2010 году, где они одержали победу. Вскоре они выпустили дебютный студийный альбом «My Head Is an Animal» в конце 2011 года. Альбом разошёлся по различным регионам и группа завоевала популярность во всём мире. После своего успешного первого альбома, группа выпустила свой второй студийный альбом, «Beneath the Skin», 2015 году.
Рагнар также придумал название группы, «Of Monsters and Men». Он играет на гитаре левой рукой.